# Markunsaari (ö i Birkaland, Tammerfors)
Markunsaari är en ö i Finland. Den ligger i sjön Koljonselkä och i kommunen Orivesi i den ekonomiska regionen Tammerfors och landskapet Birkaland, i den södra delen av landet, 170 km norr om huvudstaden Helsingfors. Öns area är 1,2 hektar och dess största längd är 220 meter i öst-västlig riktning.